# Коженёвский, Абель
А́бель Коженёвский (пол. Abel Korzeniowski, при рождении А́дам Коженёвский; род. 18 июля 1972, Краков) — польский композитор, номинант премии «BAFTA» и двухкратный номинант премии «Золотой глобус» за написание оригинальной музыки к фильмам «Одинокий мужчина», «МЫ. Верим в любовь» и «Под покровом ночи». 

## Биография
Знакомство с музыкой произошло ещё в раннем детстве: его мать играла на виолончели, а оба брата — музыканты. В 1996 окончил обучение по классу виолончель, а в 2000 окончил с отличием Краковскую Музыкальную Академию имени Кшиштофа Пендерецкого по классу композиции. В этой же академии, в 1999—2000 годах, он был ассистентом кафедры композиции, дирижирования и музыкальной теории. Его произведения исполнялись на самых важных фестивалях в Польше, Германии, Словакии, Молдавии, Украине и Белоруссии. Также он написал музыку для многих театральных постановок и фильмов.

## Фильмография
- Duże zwierzę, 2000
- Rozwój, 2001
- Człowiek, którego nie ma, 2002
- Anioł w Krakowie, 2002
- Pogoda na jutro, 2003
- Kurc, 2006
- PU-239, 2006
- Битва за планету Терра, 2007
- What We Take from Each Other, 2008
- Confessions of a Go-Go Girl, 2008
- Tickling Leo, 2009
- Одинокий мужчина, 2009
- МЫ. Верим в любовь, 2011
- Ромео и Джульетта, 2013
- Страшные сказки, 2014
- Под покровом ночи, 2016
- Проклятие Монахини, 2018.

### Награды
- Золотой глобус:
  - 2009: Номинирован в категории «Лучшая музыка к фильму» Одинокий мужчина
  - 2011: Номинирован в категории «Лучшая музыка к фильму» МЫ. Верим в любовь[1][2]

- San Diego Film Critics Society Awards:
  - 2009: Премия SDFCS за лучшую музыку к фильму — Одинокий мужчина

- Polish Film Festival:
  - 2000: Премия SDFCS за лучшую музыку к фильму — Duze zwierze
- Золотой витязь:
  - 2005: Премия Золотой витязь за лучшую музыку к фильму — Duze zwierze